# Nogometni klub Lokomotiva Zagreb 2013-2014

## Rosa
| N. |                    | Ruolo | Calciatore        |
| -- | ------------------ | ----- | ----------------- |
| 1  | Croazia (bandiera) | P     | Dominik Picak     |
| 2  | Croazia (bandiera) | D     | Nikola Matas      |
| 3  | Croazia (bandiera) | D     | Mario Musa        |
| 4  | Croazia (bandiera) | D     | Tomislav Barbarić |
| 5  | Croazia (bandiera) | D     | Leonard Mesarić   |
| 7  | Croazia (bandiera) | C     | Ivan Peko         |
| 8  | Croazia (bandiera) | C     | Domagoj Pavičić   |
| 9  | Croazia (bandiera) | A     | Ante Budimir      |
| 10 | Croazia (bandiera) | C     | Tomislav Martinac |
| 11 | Croazia (bandiera) | D     | Karlo Bručić      |
| 13 | Croazia (bandiera) | C     | Filip Mrzljak     |
| 14 | Croazia (bandiera) | A     | Ivan Lendrić      |
| 15 | Camerun (bandiera) | C     | Mathias Chago     |

| N. |                    | Ruolo | Calciatore        |
| -- | ------------------ | ----- | ----------------- |
| 16 | Belgio (bandiera)  | A     | Dženan Zajmović   |
| 17 | Croazia (bandiera) | A     | Dejan Čabraja     |
| 20 | Croazia (bandiera) | C     | Petar Mišić       |
| 22 | Croazia (bandiera) | C     | Hrvoje Plum       |
| 23 | Croazia (bandiera) | C     | Danijel Miškić    |
| 24 | Croazia (bandiera) | C     | Marko Pajač       |
| 26 | Croazia (bandiera) | D     | Toni Gorupec      |
| 27 | Croazia (bandiera) | P     | Marko Šarlija     |
| 28 | Croazia (bandiera) | C     | Adrijano Čarapina |
| 30 | Croazia (bandiera) | C     | Damir Šovšić      |
| 33 | Croazia (bandiera) | C     | Dinko Trebotić    |
| 45 | Gambia (bandiera)  | D     | Lamin Samateh     |